# Oporornis agilis
Oporornis agilis е вид птица от семейство Parulidae. Видът е незастрашен от изчезване.

## Разпространение
Разпространен е в Антигуа и Барбуда, Аруба, Бахамски острови, Барбадос, Белиз, Боливия, Бразилия, Канада, Колумбия, Коста Рика, Доминика, Доминиканска република, Френска Гвиана, Гваделупа, Хаити, Хондурас, Мартиника, Монсерат, Панама, Перу, Пуерто Рико, Сейнт Китс и Невис, Сейнт Лусия, Сейнт Винсент и Гренадини, Търкс и Кайкос, САЩ и Венецуела.